# Кори, Нанака
Нанака Кори (яп. 郡菜々佳; род. 2 мая 1997, Осака) — японская легкоатлетка, специалистка по толканию ядра и метанию диска. Выступает за сборную Японии по лёгкой атлетике с 2016 года, чемпионка Азии среди юниорок, трёхкратная чемпионка страны, действующая рекордсменка Японии в метании диска, участница чемпионата мира в Дохе.

## Биография
Нанака Кори родилась 2 мая 1997 года в Осаке, Япония.
Активно выступала на различных соревнованиях национального уровня начиная с 2014 года.
Впервые заявила о себе в лёгкой атлетике на международной арене в сезоне 2016 года, когда вошла в состав японской национальной сборной и побывала на юниорском азиатском первенстве в Хошимине, откуда привезла награды золотого и серебряного достоинства, выигранные в толкании ядра и метании диска соответственно. В том же году отметилась выступлением в тех же дисциплинах на юниорском мировом первенстве в Быдгоще.
В 2017 году впервые стала чемпионкой Японии в толкании ядра, на чемпионате Азии в Бхубанешваре была четвёртой в толкании ядра и восьмой в метании диска.
В 2018 году защитила звание чемпионки Японии в толкании ядра.
В 2019 году в третий раз подряд одержала победу в толкании ядра на чемпионате Японии, на соревнованиях в Китакюсю установила ныне действующий национальный рекорд в метании диска — 59,03 метра. На чемпионате Азии в Дохе стала четвёртой в толкании ядра, тогда как в метании диска провалила все три попытки и не показала никакого результата. Будучи студенткой, выступала в обеих дисциплинах на Универсиаде в Неаполе, но в финал не вышла. Благодаря череде удачных выступлений удостоилась права защищать честь страны на чемпионате мира в Дохе — в программе метания диска показала результат 48,82 метра, чего оказалось недостаточно для преодоления предварительного квалификационного этапа.